# آدام (فیلم ۲۰۰۹)
آدام (به انگلیسی: Adam) یک فیلم سینمایی کمدی-درام و عاشقانه آمریکایی محصول سال ۲۰۰۹ به نویسندگی و کارگردانی مکس مایر و بازیگری هیو دنسی و رز بیرن است. این فیلم رابطه بین جوانی به نام آدام (دانسی) با نشانگان آسپرگر و بت (بیرن) را دنبال می‌کند.

## بازیگران
- هیو دنسی در نقش آدام راکی
- رز بیرن در نقش الیزابت (بت) بوخوالد
- پیتر گلگر در نقش مارتی بوخوالد
- ایمی اروینگ در نقش ربکا بوخوالد
- فرانکی فیزن در نقش هارلان کیز
- مارک لین-بیکر در نقش سام کلیبر
- کارینا آریووی در نقش آنا ماریا
- مدی کرنمن در نقش رابین
- آدام لوفیور در نقش وردلو
- مارک مارگولیس به عنوان پیرمرد
- استفانی هاکبی در نقش کارول[۲]

## تولید
فیلم‌برداری اصلی در دسامبر ۲۰۰۵ در شهر نیویورک انجام شد. مکانهای خاص فیلمبرداری شامل دهکده گرینیچ و پارک مرکزی نیویورک بود.